# 正木晴彦
正木 晴彦（まさき はるひこ、1938年 - ）は、日本の仏教学者、哲学者。長崎大学名誉教授、元副学長。光永寺（長崎市）住職。

## 経歴
1938年、広島県広島市生まれ。長崎県立長崎東高等学校を経て、1961年に学習院大学文学部哲学科卒業。1964年に東京大学大学院人文科学研究科修士課程修了、1967年に同博士課程を単位修得退学後、長崎大学に着任。1967年4月教養部助手、同年11月講師、1972年8月助教授、1977年3月教授、1997年10月環境科学部教授を経て、2004年3月に定年退官、名誉教授。1988年から1990年にかけて同大学評議員、2003年から退官まで副学長を務めた。
大学退官後は光永寺住職となったほか、地球システム・倫理学会の設立発起人となり、2016年現在も同学会理事を務めている。2017年秋の叙勲で瑞宝中綬章を受章。

## 研究・活動
生命現象に対する臓器移植をはじめとした医療技術の介入が増えていたことに注目し、1988年に渥美和彦（医学者）、森亘（病理学者）、梅原猛（哲学者）、坂本百大（哲学者）、加藤尚武（哲学者）らと共に日本生命倫理学会を設立し、事例研究等に取り組んだ。このほか、日本印度学仏教学会において理事、評議員、査読委員を歴任した。

## 著書

### 共著
- 金子武蔵 編『日本における理法の問題』理想社、1970年。
- 平川彰、正木晴彦、定方晟、香川孝雄、柴田泰、藤田宏達、藤吉慈海、藤堂恭俊、梶山雄一編、高崎直道編『講座・大乗仏教第5巻 浄土思想』春秋社、1996年。ISBN 4-393-10145-6

## 論文
- 「勝鬘と韋提希」『宗教研究』41（1）、日本宗教学会、1967年。
- 「仏教における人間観の発展」『理想』418、理想社、1968年。
- 「「善導疏」における本願の問題」『日本仏教学会年報』60、日本仏教学会、1995年。
- 「がん告知を巡る過去20年間の推移とその問題点」『長崎大学教養部紀要 人文科学篇』37（1）、長崎大学教養部、1996年。
- 「日本人の自然観と環境倫理」『長崎大学教養部紀要 人文科学篇』37（2）、長崎大学教養部、1996年。
- 「諸「臓器移植法(案)」に於ける本人と家族の意思―角膜移植法から修正「移植法案」迄の40年間の推移と課題」『長崎大学教養部紀要 人文科学篇』38（1）、長崎大学教養部、1997年。
- 「善導と蓮如に関する一断面」『印度學佛教學研究』46（2）、1998年。